# Popów (gmina)
Popów – gmina wiejska w województwie śląskim, w powiecie kłobuckim. W latach 1975–1998 gmina położona była w województwie częstochowskim.
Od 1 stycznia 2005 siedzibą gminy są Zawady (dawniej Popów).
Według danych z 30 czerwca 2004 gminę zamieszkiwało 6012 osób.

## Historia
Popów - folwark i kolonia nad rzeką Liswartą, powiat częstochowski, gmina Popów, parafia Wąsosz, odległość 27 włók na północ od Częstochowy, przy drodze do Działoszyna – ma kaplice publiczną, drewnianą, szkołę początkową. Kolonia 118 domów, 815 mieszkańców, 2350 mórg ziemi włościańskiej – folwark 6 domów 35 mieszkańców, 415 mórg dworskich – 2 osady leśne rządowe 2 domy, 7 mieszkańców, 1191 mórg lasu, 30 mórg roli. W 1827 roku były 52 domy 337 mieszkańców. Popów stanowił uposażenie klasztoru kanoników laterańskich w Krzepicach przez Hinczę z Rogowa w XIV wieku. Według regulaminu pobor powiatu wieluńskiego z roku 1532-1533 wieś Popów w parafii Wąsosze należała do klasztoru krzepickiego, miała wraz z osadnikami na łanach sołtysich 24 osad, karczmę i 7 łanów. Ostatecznie Popów wchodził w 1838 roku w skład dóbr rządowych Iwanowice.
Popów gmina należy do sądu gminnego okręgu III w Kłobucku, starostwo powiatowe Działoszyn, ma 14848 mórg i 3293 mieszkańców to jest 1560 mężczyzn, 1733 kobiety w tem 3155 katolików, 68 izraelitów (1880 rok).
Rembielice Królewskie (Rębielice Królewskie); w XVI w Rambyelicze - kolonia i folwark powiat częstochowski, gmina Popów, parafia Kłobucko, mają szkołę początkową ogólną, 132 domy 1021 mieszkańców – w osadzie karczma i osada leśna 6 domów 40 mieszkańców. W 1827 roku były 62 domy 407 mieszkańców. Kolonialne włości mają obecnie 4800 mórg ziemi (2126 ornych), osada karczmarska i folwark rządcy 640 mórg, osada leśna 314 mórg (14 mórg roli). W XV wieku Rembielice miały 2 wolne sołtysie łany, z których dziesięcinę pieniężną płacono klasztorowi kłobuckiemu a snopową biskupowi krakowskiemu. W 1581 roku Rembielice, własność zamku krzepickiego miały 16 półłanków kmiecich 1 sołtysi 3 zagrodowe bez roli 2 półłanki karczmarskie.
Rembielice (część rządowa) należały do uposażenia kanoników laterańskich w Krzepicach, osadzonych tu przez Kazimierza Wielkiego w 1357 roku. Zabrane przez rząd pruski w 1800 roku, wchodziły następnie w skład ekonomii Iwanowice. Istniał tu rozległy zwierzyniec, którego ogrodzenie złożone z 5017 przęseł, otrzymywane było przez obowiązanych do tego osadników.
Wąsosz – w XVI w Vansosche kolonia, pustkowie i folwark nad rzeką Wartą, Ma kościół murowany, szkołę początkową, 65 domów 475 mieszkańców, 1388 morg włościańskich, 502 morgi folwarczne
Na obszarze Wąsosza powstała Nowa Wieś Wąsoska, mająca 33 domy 230 mieszkańców i 1361 mórg (582 morgi roli).
Wąsosz w roku 1827 było w ogóle 49 domów, 483 mieszkańców. Wąsosz należał dawniej do starostwa brzeźnickiego, później do pailinów jasnogórskich, dziś prywatny. Wieś z dawna królewska wchodziła w skład starostwa brzeźnickiego. W roku 1564 wieś królewska w województwie sieradzkim miała łanów 12 czynszowych – karczmarze mieli 1,5 łana, zdun na półłanku, młyn na Warcie, młynek na strudze Trzebce.

Gmina na tle zmieniającego się podziału administracyjnego powiatu częstochowskiego

Dochód 101 fl 24 grosze 13 den. W roku 1568 nadana została klasztorowi częstochowskiemu w nagrodę za obronę przeciw Szwedom. Kościół parafialny pod wezwaniem św. Andrzeja Apostoła istniał już zapewne w XIV wieku. Akta gnieźnieńskie nazywają go „starym” w roku 1460. Patronat należał do króla pleban miał szczupłe uposażenie – stanowiła je karczma z rolą, dająca na początku XVI w czynszu grzywnę bez dwóch groszy i jeden zagrodnik płacący fertony. Łąki kościelne nad Wartą zarosłe były krzakami. Dziesięcinę pieniężną, po 6 groszy z łanu płacili kmiecie z Wąsosza proboszczowi wieluńskiemu, swemu zaś plebanowi meszne po 3 korce żyta, tyleż owsa. Łany sołtysie dawały dziesięcinę plebanowi. Obecny kościół murowany stanął w roku 1848 kosztem parafian. W parafii 1700 dusz, dekanat częstochowski.
Zawady – osada i karczma nad rzeką Liswartą, powiat częstochowski, gmina Popów, parafia Wąsosz ma 1 dom 2 mieszkańców 3 morgi. 1827 roku 11 domów, 97 mieszkańców.
Florianów (Floryanów) w Słowniku Geograficznym Królestwa Polskiego i innych Krajów Słowiańskich z 1880 roku wymieniony jest jako folwark wchodzący wraz z Szyszkowem, nomenklaturą Chwałków, Wapiennikiem w skład dóbr Rembielice Szlacheckie (dziś Rębielice Szlacheckie). Należał do powiatu częstochowskiego, gminy Lipie i parafii parzymiechskiej. Floryanów ma pod koniec XIX wieku 263 morgi ziemi ornej i ogrodów, 11 mórg łąk i 8 mórg pastwisk. Znajdują się tu 2 budynki murowane i 2 wykonane z drewna.

## Struktura powierzchni
Według danych z roku 2002 gmina Popów ma obszar 102,21 km², w tym:
- użytki rolne: 62%
- użytki leśne: 29%

Gmina stanowi 11,5% powierzchni powiatu.

## Demografia

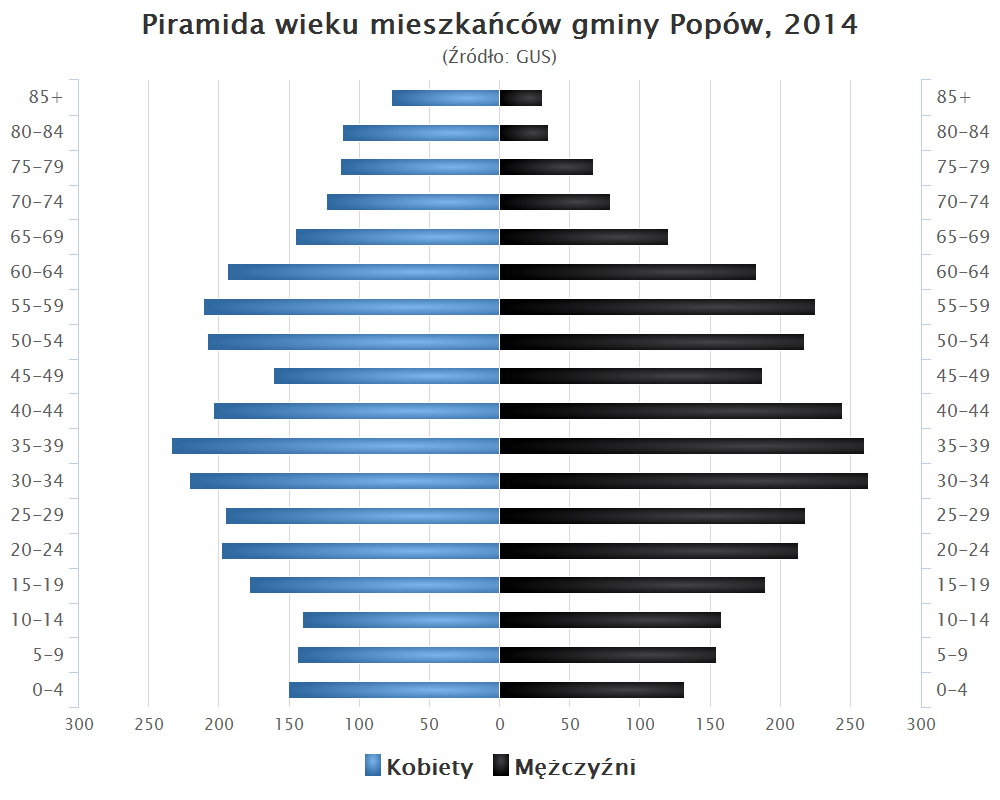
Piramida wieku mieszkańców gminy Popów w 2014 roku

Dane z 30 czerwca 2004:
| Opis                              | Ogółem | Ogółem | Kobiety | Kobiety | Mężczyźni | Mężczyźni |
| --------------------------------- | ------ | ------ | ------- | ------- | --------- | --------- |
| jednostka                         | osób   | %      | osób    | %       | osób      | %         |
| populacja                         | 6012   | 100    | 3009    | 50      | 3003      | 50        |
| gęstość zaludnienia (mieszk./km²) | 58,8   | 58,8   | 29,4    | 29,4    | 29,4      | 29,4      |

## Budżet
28 grudnia 2007 roku radni zatwierdzili budżet Gminy Popów na 2008 rok. Dochody gminy wyniosą 12.349.264 zł.
Wydatki gminy w 2008 roku wyniosą 11.970.909 zł. 1.720.336 zł radni przeznaczyli na inwestycje. Największymi projektami realizowanymi w 2008 roku w Gminie Popów będą: budowa kanalizacji sanitarnej Popów - Dębie, Zbory Florianów (1.076.836 zł), budowa wodociągu Zawady (64.000 zł), Zakup dwóch samochodów dla OSP (80.000 zł), budowa drogi z odwodnieniem i chodnika w Popowie (250.000 zł).

## Sołectwa
Annolesie, Brzózki, Dąbrowa, Dąbrówka, Dębie, Florianów, Kamieńszczyzna, Kule, Nowa Wieś, Płaczki, Popów, Rębielice Królewskie, Wąsosz Dolny, Wąsosz Górny, Więcki, Zawady, Zbory.
Miejscowości bez statusu sołectwa: Antonie, Lelity, Marianów, Osiniec, Smolarze, Strębce, Wąsosz, Wrzosy, Zbory-Młyn.

## Transport
Drogi dojazdowe:
- 42 - Namysłów - Kluczbork - Praszka - Pajęczno - Radomsko - Końskie
- 491 - Działoszyn - Łobodno - Częstochowa

## Ochotnicza Straż Pożarna
- OSP Dębie
- OSP Rębielice Królewskie
- OSP Popów
- OSP Wąsosz Górny
- OSP Więcki
- OSP Zbory[5]

## Sąsiednie gminy
Działoszyn, Miedźno, Lipie, Nowa Brzeźnica, Opatów, Pajęczno